# Карапузик мурашиний
Карапузик мурашиний (Haeterius ferrugineus) — вид жуків родини карапузиків (Histeridae). Поширений в Європі, на Кавказі, у Казахстані та Середній Азії.

## Опис
Дрібні жуки округлої форми. Довжина тіла 1,3-2,0 мм. Забарвлення буро-жовте або червоно-буре. Скапус (стеблинка вусиків) сплощений, лопатеподібно розширюється до вершини. Мають трихоми - волоскоподібні залози, що виділяють речовини, які із задоволенням злизують мурашки.

## Спосіб життя
Мешкають у гніздах мурах родів Formica, іноді у видів Polyergus, Lasius, Myrmica та Tetramorium. Харчуються мертвими мурашками та личинками (іноді і живими личинками).